# ドックベストセメント
ドックズベストセメント（Doc's Best Cement）とは、アメリカ合衆国テキサス州ヒューストンに本社を置くCooley & Cooley社から発売されている歯科医療のう蝕治療で用いられる銅セメントの事、またそれを用いた治療法の事。銅の殺菌力により、従来であれば抜髄（神経をとる治療）になる症例で、神経を残すことができると期待される治療法である。ヒールオゾンと同様にミニマムインターベーションをコンセプトとする治療法である。日本に紹介されて10年以上経過するが2020年現在、日本では薬事法の認可を受けていない。

## 概要
従来の治療法では、歯髄まで感染したう蝕は、暫間的間接覆髄法や直接覆髄法で対応できる限られたケース以外は原則的に抜髄となっていた。ドックズベストセメント法は感染歯質をすべて除去すると露髄する場合、感染歯質を残し薬効低下がなく半永久的に薬効が続くドックズベストセメントを置くことにより歯質内の病巣を無菌化し、軟化象牙質を硬化させ、歯髄を残し、治療を終了する治療法である。
しかし、材料の発案者をOK牧場の撃ち合いで有名なドク・ホリデイと主張しているが時期的な整合性に疑問符がある事、この材料に関する公式に発表された論文がほぼ存在せずエビデンスが殆どない事から、効果を疑問視する歯科医師も多い。

## 有用性
in vitroでの実験では、アメリカモンタナ州立大学のsturmanとcostertonは2005年、滞留培養液におけるバイオフィルム形成のテストを行った結果、ドックズベストセメントを用いたものはバイオフィルム形成は見られなかったと報告している。

## 安全性
安全性に関してはローマリンダ大学のLi.Y、Zhang.W、Onyango.Oが2005年細胞毒素は認められないことを報告している。